# Port lotniczy Dajr az-Zaur
Port lotniczy Dajr az-Zaur (IATA: DEZ, ICAO: OSDZ) – międzynarodowy port lotniczy położony w Dajr az-Zaur, w muhafazie Dajr az-Zaur, w Syrii.

## Linie lotnicze i połączenia
Od grudnia 2022 r. nie ma regularnych lotów z lub do lotniska.